# دوغانيلية قصب السكر
دوغانيلية قصب السكر (الاسم العلمي: Duganella sacchari) هي نوع من البكتيريا، سلبية الغرام، تتبع جنس الدوغانيلية.